# Rezső Rozgonyi
Rezső Rozgonyi (ur. 1906, zm. ?) – węgierski piłkarz występujący na pozycji obrońcy.
Był w kadrze reprezentacji Węgier na Mistrzostwach Świata 1934, jednak nie rozegrał na nich żadnego spotkania.